# Dora Thewlis

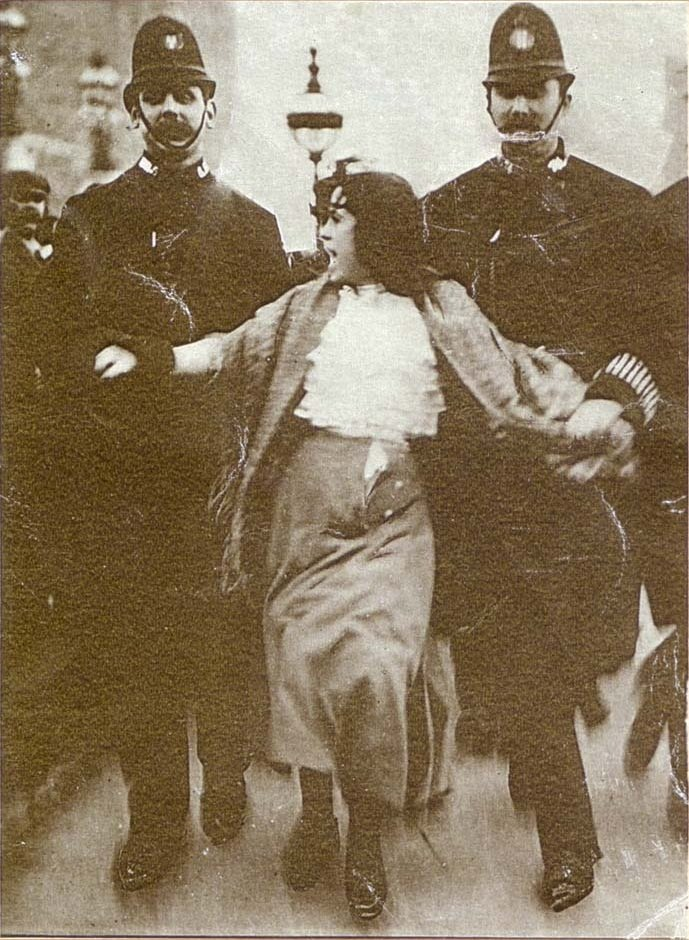
Verhaftung Thewlis’ 1907

Dora Thewlis (* 1890 in Honley, West Yorkshire; † 1976 in Australien) war eine britische Textilarbeiterin und Suffragette, die in den Medien als die Baby Suffragette bekannt wurde.

## Leben
Thewlis kam als eines von sieben Kindern der Eheleute James und Eliza Thewlis in der Nähe von Huddersfield zur Welt, wo sie aufwuchs. Beide Eltern arbeiteten in einer örtlichen Textilfabrik und da das Geld stets knapp war, musste Dora, ebenso wie ihre ältere Schwester Mary, bereits ab dem zehnten Lebensjahr in der Fabrik mithelfen. Ihre Schulbildung endete, als sie zwölf Jahre alt war. Dennoch war Thewlis nicht ungebildet. Nach Angaben ihrer Mutter, einer aktiven Suffragette, las sie ab dem siebten Lebensjahr regelmäßig die Zeitung und konnte einen politischen Standpunkt selbstständig vertreten.
Thewlis fühlte sich bald schon der Independent Labour Party zugeneigt und wurde bereits in jungen Jahren ein aktives Mitglied. Im Jahr 1906 hörte sie eine Rede der bekannten Frauenrechtlerin Emmeline Pankhurst in Huddersfield. Von dieser war Thewlis sehr beeindruckt und noch im Dezember desselben Jahres trat sie Pankhursts Organisation, der Women’s Social and Political Union (WSPU), bei.
Am 19. März 1907 machte sich eine Gruppe von Aktivistinnen von Yorkshire auf nach London, um an einem Marsch auf das Parlament teilzunehmen. Dort standen den Frauenrechtlerinnen jedoch über 500 Polizisten entgegen und 75 Frauen wurden festgenommen, darunter die erst 16-jährige Thewlis. Sie musste insgesamt sechs Tage im Holloway Prison verbringen.
Am Tag nach ihrer Festnahme erschien im Daily Mirror auf der Titelseite ein Bild, das zeigte, wie Thewlis mit zerzaustem Haar  und verrutschtem Rock von zwei Polizisten abgeführt wurde. Das Foto wurde später auch als Motiv einer Postkarte verwendet. In der Presse erhielt sie den Spitznamen Baby Suffragette, den sie jedoch ablehnte, da sie mit fast 18 Jahren doch schon ein ordentliches Alter für eine Dame erreicht hätte.
Während ihrer Woche im Gefängnis erfuhr Thewlis keinerlei Unterstützung vonseiten der WSPU. Im Anschluss an ihre Aktion zog sie sich weitestgehend aus dem aktiven Kampf für das Frauenwahlrecht zurück. 1914 emigrierte sie nach Australien, wo sie 1918 heiratete und in der Folgezeit als Weberin arbeitete. Bis zu ihrem Tod 1976 kehrte sie nie wieder nach Großbritannien zurück.